# Macrobrachium lanceifrons
Macrobrachium lanceifrons är en kräftdjursart som först beskrevs av James Dwight Dana 1852.  Macrobrachium lanceifrons ingår i släktet Macrobrachium och familjen Palaemonidae. Inga underarter finns listade i Catalogue of Life.